# 三毛猫ホームズの恋占い
『三毛猫ホームズの恋占い』（みけねこホームズのこいうらない）は、日本の小説家赤川次郎によって1999年に発表された三毛猫ホームズシリーズの短編集である。

## あらすじ
連続殺人犯の恋人を張り込み中に、片山義太郎は、公園のベンチでイチゴの柄のハンカチを拾う。すると、そこに走ってきた女子高生がいた。なんと、その人は、片山義太郎の妻になるのだという。彼女は、人気の占い師に、公園のベンチにハンカチを置いて、それを拾った人があなたの運命の人、と言われたのだった。
彼女は、もう一回ベンチにハンカチを置く。すると今度は、落ち目の中年野球選手がそれを拾ってしまった。

## 主な登場人物
- 片山義太郎 - 警視庁捜査一課のダメ刑事
- 片山晴美 - 義太郎の妹
- 石津刑事 - 晴美に恋をする猫嫌いの刑事
- ホームズ - 三毛猫

## 収録作品
- 三毛猫ホームズの朝帰り（初出『小説宝石』1998年8月号）
- 三毛猫ホームズの恋占い（初出『小説宝石』1999年2月号）
- 三毛猫ホームズの袋小路（初出『小説宝石』1999年3月号）
- 三毛猫ホームズと、ある男の死（初出『小説宝石』1999年初夏特別号）
- 三毛猫ホームズの告別式（初出『小説宝石』1999年5月号）
- 三毛猫ホームズの頭痛薬（初出『小説宝石』1999年7月号）

## 書誌情報
- 『三毛猫ホームズの恋占い』（光文社 カッパノベルス、1999年7月30日） ISBN 4-334-07345-X
- 『三毛猫ホームズの恋占い』（光文社 光文社文庫、2002年12月20日） ISBN 4-334-73412-X
- 『三毛猫ホームズの恋占い』（角川書店 角川文庫、2012年3月29日） ISBN 978-4-04-100237-7